# Lívia Mund
Lívia Kélia Mund é uma ex-modelo brasileira das décadas de 1970 e 1980, notória por ser a primeira "coelhinha" da revista Playboy do Brasil, quando a publicação ainda se chamava "Homem", então com 19 anos de idade, em agosto de 1975.

## Biografia
Era filha de pai alemão e mãe ítalo-francesa.